# Carsten Kemmling
Carsten Kemmling (18 de agosto de 1965) es un deportista alemán que compitió para la RFA en vela en las clases Laser y Flying Dutchman.
Ganó una medalla de plata en el Campeonato Europeo de Laser de 1987 y una medalla de bronce en el Campeonato Europeo de Flying Dutchman de 1990.

## Palmarés internacional
| Campeonato Europeo | Campeonato Europeo      | Campeonato Europeo | Campeonato Europeo |
| Año                | Lugar                   | Medalla            | Clase              |
| ------------------ | ----------------------- | ------------------ | ------------------ |
| 1987               | Lido di Classe (Italia) | Medalla de plata   | Laser              |

| Campeonato Europeo | Campeonato Europeo | Campeonato Europeo | Campeonato Europeo |
| Año                | Lugar              | Medalla            | Clase              |
| ------------------ | ------------------ | ------------------ | ------------------ |
| 1990               | Laredo (España)    | Medalla de bronce  | Flying Dutchman    |